# Conservazione (numismatica)

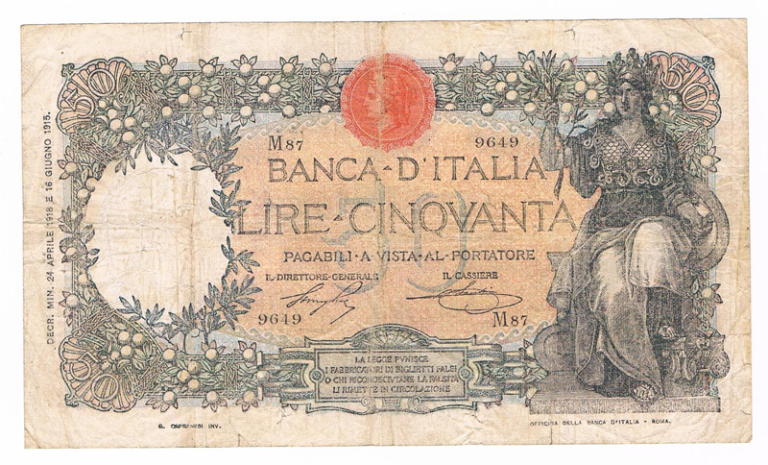
50 lire Banca d'Italia in conservazione BB

Lo stato di conservazione di una moneta o di una banconota è indice delle condizioni di una moneta e influisce fortemente sul suo valore e collezionabilità.

## Scala italiana dello stato di conservazione delle monete
Esiste una scala convenzionale con cui si misurano le condizioni di conservazione di una moneta:
- FDC: fior di conio, moneta che non presenta segni di circolazione, può al massimo presentare limitati segni di contatto con altre monete dovuti al processo produttivo.
- SPL: splendido, moneta che ha circolato pochissimo e in cui tutti i rilievi sono integri.
- BB: bellissimo, moneta che ha circolato e in cui i rilievi maggiori presentano segni di usura; ciò nonostante la moneta risulta perfettamente leggibile.
- MB: molto bello, moneta usurata in cui alcune parti non sono leggibili.
- B: bello, moneta liscia in cui la maggioranza dei rilievi sono scomparsi.
- D: discreto, moneta quasi completamente liscia seppur riconoscibile in cui i rilievi appena si intuiscono o con forti segni deturpanti.
- Fondo Specchio: non indica uno stato di conservazione vero e proprio, bensì una particolare tecnica di lavorazione, che permette la produzione di monete con fondi speculari, mediante la lappatura dei tondelli prima della coniazione. In genere è riservato alle monete destinate ai collezionisti; spesso le parti in rilievo sono satinate. Vengono chiamate anche monete proof.

Conservazioni intermedie
In presenza di conservazioni intermedie tra uno stato di conservazione e l'altro si possono trovare utilizzati:
- + o m (migliore di) per indicare uno stato di conservazione superiore a quello indicato (ad esempio BB+ o m.BB indica uno stato di conservazione superiore al BB)
- q (quasi) per indicare uno stato di conservazione inferiore a quello indicato (q.SPL indica uno stato di conservazione leggermente inferiore allo SPL)
- Se una moneta presenta differenti stati di conservazione tra il dritto e il rovescio, si indicano le due valutazioni separate dal simbolo "/" o "-" a seconda del metodo adottato dal perito. Ad esempio, MB/BB o MB-BB indicano una moneta con una faccia in condizioni MB e l'altra in condizioni BB.
- Quando la conservazione complessiva si colloca tra due gradi, si utilizza lo stesso metodo di separazione (MB-BB o MB/BB) per segnalare una valutazione intermedia.
- Poiché riguardo l'uso della terminologia degli stati intermedi di conservazione, non esiste un protocollo nazionale univoco, si consiglia di verificare il criterio adottato dal singolo perito.

## Scala italiana dello stato di conservazione delle banconote
Esiste una scala convenzionale con cui si misurano le condizioni di conservazione di una banconota:
- Fior di Stampa (FDS): un esemplare nuovo, non entrato in circolazione, senza pieghe, rotture o macchie.
- Superba (SUP): un biglietto non circolato, con minime imperfezioni, spesso invisibili al neofita.
- Splendido (SPL): un biglietto che ha circolato pochissimo, quasi FDS. Può presentare una lieve piega o un piccolo segno.
- Bellissimo (BB): una banconota che ha circolato, ma ancora in uno stato discreto, senza strappi, parti mancanti.
- Bello (B): una banconota che ha circolato molto. Ha colori sbiaditi, macchie, piccoli strappi e pieghe.
- Discreto (D): una banconota con strappi, buchi, macchiata, parti mancanti.

## Scala Sheldon
Non sempre esiste una corrispondenza esatta tra i gradi di conservazione utilizzati in Italia e quelli utilizzati all'estero; ad esempio, negli Stati Uniti utilizzano una scala di gradi molto più variegata, in cui i vari stati di conservazione sono denominati utilizzando una sigla e un numero da 1 a 70 che codifica precisamente lo stato della moneta. Nel seguito si riporta un elenco dei possibili gradi con le relative corrispondenze (se esistenti) per la gradazione italiana. Occorre considerare che una trasposizione letterale dei gradi di conservazione statunitensi in quelli italiani è in realtà sbagliata ed è più ragionevole parlare di intervalli di gradazione, ad esempio about uncirculated non corrisponde al nostro SPL ma abbraccia tutti i gradi che vanno grossomodo dal migliore di BB (AU-50) allo SPL (AU-58).
- mediocre (classe del M)
  - AG1 (about good): la moneta non è identificabile se non tramite ipotesi su peso, dimensioni e rilievi superstiti
  - AG2/3 (about good): la moneta è decisamente usurata e rimangono solo i rilievi maggiori, ampie zone di legende e rilievi sono completamente assenti
- discreto (classe del D):
  - G4-6 (good): moneta piuttosto usurata, alcuni rilievi e dettagli sono completamente inintelligibili, le forme dei disegni si capiscono ma senza poter individuarne i dettagli
- bello (classe del B):
  - VG8-10 (very good): moneta usurata, in cui però alcuni dettagli rimangono discernibili; le legende sono comunque leggibili, il rilievo del bordo è completamente apprezzabile
  - F12-15 (fine): la maggioranza dei dettagli è usurata alcuni dettagli minuti sono comunque visibili nelle zone meno in rilievo
- molto bello (classe dell'MB):
  - VF20 (very fine): dettagli e bordo evidenti ma i rilievi maggiori si sono persi con l'usura
  - VF25 (very fine): I dettagli principali sono visibili, così come le lettere e le cifre. Il lustro di conio e la lucentezza del metallo sono assenti e sono comunemente riscontrabili segni di usura e di contatto, graffi e colpi non deturpanti. Il bordo si presenta lievemente arrotondato
  - VF30 (very fine): conservazione leggermente superiore alla precedente
- bellissimo (classe del BB):
  - VF35 (very fine): conservazione intermedia tra l'MB ed il BB.
  - EF40 o XF40 (extremely fine): conservazione leggermente superiore alla precedente, prossima al BB.
  - EF45 o XF45 (extremely fine): La moneta ha circolato e presenta una moderata usura che può avere attenuato fino alla metà dei rilievi più alti della figura, il cui disegno è comunque completo e ben definito. Pur presentando segni di contatto o di attrito, tutti i dettagli sono visibili e nitidi. Si possono riscontrare tracce di lustro del conio sulle superfici non esposte al contatto.
  - AU50 (about uncirculated o almost uncirculated): conservazione leggermente superiore alla precedente.
- Splendido (classe dello SPL):
  - AU53 (about uncirculated o almost uncirculated): tracce di usura sui rilievi maggiori, circa il 50% della superficie presenta segni di contatto e ha perso la lucentezza e freschezza originarie. Conservazione intermedia tra il BB e lo SPL.
  - AU55 (about uncirculated o almost uncirculated o anche choiche AU): leggerissime tracce di usura sui rilievi più alti, buone tracce della originale lucentezza. Conservazione prossima allo SPL.
  - AU58 (about uncirculated o almost uncirculated): le tracce di usura sui rilievi maggiori sono apprezzabili esclusivamente sotto un'inclinazione di luce radente. Lievissime tracce di pulizia e minimi segni di ossidazione possono essere ancora ammessi.
  - MS60-61 (mint state): moneta pressoché non circolata, SPL o migliore, che non presenta particolari tracce di usura, se non nei rilievi più alti. Può presentare graffietti microscopici o segni di contatto.
- fior di conio (classe del FDC), spesso viene indicato genericamente con BU (brilliant uncirculated) ma questa è una denominazione generica, la gradazione precisa è quella che segue:
  - MS62-63 (mint state): moneta non circolata che non presenta la minima traccia di usura ma che può però presentare graffietti microscopici o segni di contatto. Gradi di conservazione intermedi tra lo SPL ed il FDC, definiti anche SUP.
  - MS64-65 (mint state): moneta non circolata che non presenta la minima traccia di usura e che presenta solo radi segni di contatto.
  - MS66-68 (mint state): moneta che non solo non ha mai circolato e presenta pochi segni di contatto o imperfezioni ma è caratterizzata da un'eccezionale perfezione di conio
  - MS69 (mint state): moneta che presenta solo lievi segni in meno dell'1% della superficie e non apprezzabili ad occhio nudo e caratterizzata da un'eccezionale perfezione di conio
  - MS70 (mint state): anche ad un ingrandimento di 5× non presenta la benché minima traccia di segni di contatto o graffi ed è caratterizzata da un'eccezionale perfezione di conio

## Tabella di corrispondenza internazionale
La seguente tabella indica le corrispondenze tra gli stati di conservazione definiti dalla scala Sheldon, quella più diffusa negli Stati Uniti, e quelli utilizzati in Italia e in altri paesi:
| Stati Uniti | Italia              | Francia              | Germania                | Regno Unito         | Spagna                                    | Polonia |
| ----------- | ------------------- | -------------------- | ----------------------- | ------------------- | ----------------------------------------- | ------- |
| MS 70       |                     |                      |                         |                     |                                           |         |
| MS 69       |                     |                      |                         |                     |                                           |         |
| MS 68       |                     |                      |                         |                     |                                           |         |
| MS 67       |                     |                      |                         |                     |                                           |         |
| MS 66       |                     |                      |                         |                     |                                           |         |
| MS 65       | FDC (Fior di Conio) | FDC (Fleur de Coin)  | ST (Stempelglanz )      | FDC (Fleur de Coin) | FDC (Flor de Cuño)                        | Stan 1  |
| MS 64       |                     |                      |                         |                     |                                           |         |
| MS 63       | SUP (Superiore)     |                      |                         | UNC (Uncirculated ) |                                           |         |
| MS 62       |                     |                      |                         |                     |                                           |         |
| MS 61       |                     |                      |                         |                     | SC (Sin Circular)                         |         |
| MS 60       | SPL (Splendido)     | SUP (Superbe)        | VZ (Vorzüglich )        | EF (Extremely Fine) |                                           | Stan 2  |
| AU 58       |                     |                      |                         |                     |                                           |         |
| AU 55       |                     |                      |                         |                     |                                           |         |
| AU 53       |                     |                      |                         |                     | EBC (Extraordinariamente Bien Conservada) |         |
| AU 50       |                     |                      |                         |                     |                                           |         |
| XF 45       | BB (Bellissimo)     | TTB (Trés Trés Beau) | SS (Sehr Schön)         | VF (Very Fine)      |                                           |         |
| XF 40       |                     |                      |                         |                     |                                           |         |
| VF 35       |                     |                      |                         |                     | MBC (Muy Bien Conservada)                 |         |
| VF 30       |                     |                      |                         |                     |                                           | Stan 3  |
| VF 25       | MB (Molto Bello)    | TB (Trés Beau)       | S (Schön)               | F (Fine)            |                                           |         |
| VF 20       |                     |                      |                         |                     |                                           |         |
| F 15        |                     |                      |                         |                     | BC (Bien Conservada)                      |         |
| F 12        |                     |                      |                         |                     |                                           |         |
| VG 10       | B (Bello)           | B (Beau)             | SGE (Sehr Gut Erhalten) | G (Good)            | RC (Regular Conservada)                   | Stan 4  |
| VG 8        |                     |                      |                         |                     |                                           |         |
| G 4-6       |                     |                      |                         |                     |                                           |         |
| AG 3        | M (Mediocre)        | BC (Bien Conservée)  | GE (Gering)             | AG (About Good)     | MC (Mal Conservada)                       | Stan 5  |
| FA 2        |                     |                      |                         |                     |                                           |         |
| PO 1        |                     |                      |                         |                     |                                           |         |